# Maoutia diversifolia
Maoutia diversifolia är en nässelväxtart som först beskrevs av Carl Ludwig von Blume, och fick sitt nu gällande namn av Hugh Algernon Weddell. Maoutia diversifolia ingår i släktet Maoutia och familjen nässelväxter. Inga underarter finns listade i Catalogue of Life.